# Hakea bakeriana
Hakea bakeriana es una especie de arbusto perteneciente a la familia Proteaceae, originario de los bosques en la costa central de Nueva Gales del Sur (desde Newcastle a Hawkesbury River), Australia.

## Descripción
Crece hasta alcanzar los 1 a 2 metros de altura y ancho y tiene flores de color blanco-rosado o color rosa en racimos axilares que aparecen a partir de finales de otoño a primavera. Estas son seguidos por cápsulas de semillas leñosas que miden aproximadamente 7 cm de largo y 4 cm de ancho. Las hojas son estrechas y de aproximadamente 1-1,5 mm de diámetro y hasta 7 cm de longitud.

## Taxonomía
Hakea bakeriana fue descrita por F.Muell. & Maiden y publicado en Macleay Memorial Volume 226, t. 30. 1893.
Etimología
Las hakeas fueron denominadas por el Barón Christian Ludwig von Hake, en el siglo XVIII, el patrón alemán de la botánica.